# Чоповицька селищна рада
Чоповицька се́лищна ра́да (до 1938 року — Чоповицька Друга сільська рада) — орган місцевого самоврядування Чоповицької селищної територіальної громади Коростенського району Житомирської області. Розміщення — селище міського типу Чоповичі.

## Склад ради

### VIII скликання
Рада складається з 22 депутатів та голови.
25 жовтня 2020 року, на чергових місцевих виборах, було обрано 22 депутати, з них (за суб'єктами висування): «Наш край» — 16, «Слуга народу» та «Європейська Солідарність» — по 2, самовисування та Всеукраїнське об'єднання «Батьківщина» — по 1.
Головою громади обрали позапартійного самовисуванця Михайла Філоненка, чинного Чоповицького селищного голову.

### Перший склад ради громади (2016р.)
Перші вибори депутатів ради та голови громади відбулись 18 грудня 2016 року. Було обрано 22 депутати ради, серед них (за суб'єктами висування): самовисування — 15, Всеукраїнське об'єднання «Батьківщина» — 6 та Народна партія — 1 депутат.
Головою громади обрали позапартійного самовисуванця Михайла Філоненка, тодішнього Чоповицького селищного голову.

### VI скликання
За результатами місцевих виборів 2010 року депутатами ради стали:

#### За суб'єктами висування
| Суб'єкт висування | Кількість обраних депутатів | %   |
| ----------------- | --------------------------- | --- |
| Самовисування     | 20                          | 100 |

#### За округами
| № округу | Прізвище, ім'я, по батькові    | Дата визнання обраним | Освіта             | Партійна приналежність                                                                       | Відомості про обраного депутата             |
| -------- | ------------------------------ | --------------------- | ------------------ | -------------------------------------------------------------------------------------------- | ------------------------------------------- |
| 1        | Харченко Сергій Миколайович    | 31.10.2010            | середня            | позапартійний                                                                                | Лісгосп АПК, лісник                         |
| 2        | Фещенко Сергій Іванович        | 31.10.2010            | середня            | позапартійний                                                                                | пенсіонер                                   |
| 3        | Дєньгаєва Ніна Олександрівна   | 31.10.2010            | середня спеціальна | позапартійна                                                                                 | Селищна рада, секретар                      |
| 4        | Кириченко Марія Василівна      | 31.10.2010            | вища               | позапартійна                                                                                 | МТЦНСП, заступник відділення                |
| 5        | Іваненко Тетяна Петрівна       | 31.10.2010            | вища               | позапартійна                                                                                 | ЦСДССМДМ, провідний спеціаліст              |
| 6        | Косинський Іван Іванович       | 31.10.2010            | середня            | позапартійний                                                                                | ППЧ — 19 смт. Чоповичі, начальник варти     |
| 7        | Кириченко Надія Василівна      | 31.10.2010            | вища               | позапартійна                                                                                 | Чопвищька ЗНВК «Школа сад», вчитель         |
| 8        | Рудченко Галина Василівна      | 31.10.2010            | вища               | позапартійна                                                                                 | пенсіонер                                   |
| 9        | Шобтенко Василь Іванович       | 31.10.2010            | вища               | позапартійний                                                                                | ППЧ-19 смт. Чоповичі, начальник             |
| 10       | Кириченко Василь Миколайович   | 31.10.2010            | вища               | позапартійний                                                                                | Давидівський гра. Кар'єр, головний інженер  |
| 11       | Косинська Валентина Миколаївна | 31.10.2010            | середня            | член Всеукраїнської Чорнобильської Народної Партії «За добробут та соціальний захист народу» | УПСЗН, соц. Прац.                           |
| 12       | Шиханцова Леся Валеріївна      | 31.10.2010            | вища               | позапартійна                                                                                 | Селищна рада, землевпорядник                |
| 13       | Фещенко Тамара Вернандівна     | 31.10.2010            | вища               | позапартійна                                                                                 | Селищна рада, тех прац.                     |
| 14       | Філоненко Михайло Миколайович  | 31.10.2010            | вища               | позапартійний                                                                                | Малинська паперова фабрика, начальник зміни |
| 15       | Ревененко Тетяна Олександрівна | 31.10.2010            | середня            | позапартійна                                                                                 | Догляд за дитиною                           |
| 16       | Токар Наталія Михайлівна       | 31.10.2010            | середня            | позапартійна                                                                                 | С. Пристанційне, бібліотекар                |
| 17       | Гулая Любов Віктрівна          | 31.10.2010            | вища               | член Всеукраїнської Чорнобильської Народної Партії «За добробут та соціальний захист народу» | приватне підприємство                       |
| 18       | Семенчук Василь Миколайович    | 31.10.2010            | середня            | позапартійний                                                                                | Ст. Чоповичі, черговий по ст Чоповичі       |
| 19       | Дученко Яніна Вікторівна       | 31.10.2010            | середня            | позапартійна                                                                                 | Малинське СО, зубний технік                 |
| 20       | Мойсієнко Любов Миколаївна     | 31.10.2010            | середня            | позапартійна                                                                                 | Чоповицька ЗНВК «Школа сад», тех прац.      |

### Керівний склад попередніх скликань
| Прізвище, ім'я, по батькові     | Основні відомості                                                            | Суб'єкт висування | Дата обрання | Дата звільнення |
| ------------------------------- | ---------------------------------------------------------------------------- | ----------------- | ------------ | --------------- |
| Шиханцов Віктор Миколайович     | Селищний голова, 1954 року народження, безпартійний                          |                   | 26.03.2006   | 31.10.2010      |
| Іваненко Анатолій Володимирович | Селищний голова, 1965 року народження, безпартійний                          |                   | 31.10.2010   | 11.03.2014      |
| Філоненко Михайло Миколайович   | Селищний голова, 1976 року народження, освіта незакінчена вища, безпартійний |                   | 26.10.2014   | 25.10.2015      |
| Філоненко Михайло Миколайович   | Селищний голова, 1976 року народження, освіта вища, безпартійний             | Самовисування     | 18.12.2016   | 25.10.2020      |
| Філоненко Михайло Миколайович   | Селищний голова, 1976 року народження, освіта вища, безпартійний             | Самовисування     | 25.10.2020   |                 |

Примітка: таблиця складена за даними сайту Верховної Ради України

## Історія
Раду було утворено 17 лютого 1935 року з назвою Чоповицька Друга сільська рада, в містечковій частині с. Чоповичі Чоповицького району. 20 жовтня 1938 року раду реорганізовано до рівня селищної, відповідно змінилась назва — Чоповицька селищна рада. 
Станом на 1 вересня 1946 року селищна рада входила до складу Чоповицького району Житомирської області, на обліку в раді перебувало смт Чоповичі.
7 січня 1963 року до складу ради включено села Будницьке, Пристанційне, Стримівщина та Чоповичі ліквідованої Чоповицької сільської ради. 12 серпня 1974 року с. Будницьке було передане до складу Йосипівської сільської ради Малинського району.
Станом на 1 січня 1972 року селищна рада входила до складу Малинського району Житомирської області, до складу ради входили смт Чоповичі та села Будницьке, Пристанційне, Стримівщина й Чоповичі.
Входила до складу Чоповицького (17.02.1935 р.), Малинського (28.11.1957 р., 4.01.1965 р.) та Коростенського (30.12.1962 р.) районів.
До 30 грудня 2016 року — адміністративно-територіальна одиниця в Малинському районі Житомирської області з територією — 68,123 км², підпорядкуванням смт Чоповичі та сіл Пристанційне і Стримівщина.

### Населення
Кількість населення ради, станом на 1931 рік, складала 1 197 осіб.
Відповідно до результатів перепису населення СРСР, кількість населення ради, станом на 12 січня 1989 року, становила 3 774 особи.
Станом на 5 грудня 2001 року, відповідно до перепису населення України, кількість мешканців селищної ради становила 2 925 осіб.